# Ahlam (chanteuse)
Pour les articles homonymes, voir Ahlam.
Ahlam Ali Al Shamsi (en arabe : أحلام علي الشامسي), née le 13 février 1968, communément connue sous le nom d'Ahlam (en arabe : أحلام) est une chanteuse pop des Émirats arabes unis. Elle a 10 albums à son nom. En 2011, Ahlam a rejoint le jury d’Arab Idol sur MBC, pour la saison inaugurale et les trois saisons suivantes. Elle a également été juge et coach pour la saison 4 du concours de chant The Voice : Ahla Sawt.

## Biographie
Ahlam est née à Abu Dhabi, aux Émirats arabes unis, d'un père émirati et d'une mère bahreïnie. Son père est un chanteur de folk émirati, Ali Al Shamsi. Ahlam a été élevé à Bahreïn. Elle est mariée au célèbre champion qatari de rallye, Mubarak Al-Hajiri, avec qui elle a trois enfants, Fahed (né en 2004), Fatima (2008) et Lulwa (2010).

## Discographie
- Motheer (1995, Funoon Al Emarat)
- Ma'aa Al Salamah (1996, Funoon Al Emarat)
- Kaif Artha (1997, Funoon Al Emarat)
- Ma yeseh Ela El Saheeh (1998, Funoon Al Emarat)
- Tabee'ee (1999, Funoon Al Emarat)
- Mekhtlef (2000, Funoon Al Emarat)
- Le Elmak Bas (2001, Funnon Al Emarat)
- Ahsan (2003, Alam El Phan)
- El Thokol Sana'a (2006, Rotana Records)
- Haza Ana (2009, Rotana Records)